# Penwith
Penwith (lingua cornica Pennwydh) è stato un distretto locale della Cornovaglia, Inghilterra, Regno Unito, con sede a Penzance, sulla punta estrema della penisola.
Il distretto fu creato con il Local Government Act 1972, il 1º aprile, 1974 dalla fusione dei municipal borough di Penzance e St Ives con il Distretto rurale di West Penwith e il Distretto urbano di St Just. È stato abolito nel 2009 con le modifiche alla suddivisione amministrativa in Inghilterra.

## Parrocchie
Penwith comprendeva 27 parrocchie
- 1. St Buryan
- 2. St Levan
- 3. Sennen
- 4. St Just
- 5. Morvah
- 6. Sancreed
- 7. Paul
- 8. Penzance
- 9. Madron
- 10. Zennor
- 11. Towednack
- 12. St Ives
- 13. Ludgvan
- 14. Hayle
- 15. Gwinear-Gwithian
- 16. St Erth
- 17. St Hilary
- 18. Perranuthnoe
- 19. Marazion
- 20. St Michael's Mount

## Amministrazione

### Gemellaggi
- Cuxhaven